# آکسبو (اورگن)
آکسبو (به انگلیسی: Oxbow) یک منطقهٔ مسکونی در ایالات متحده آمریکا است که در شهرستان واشینگتن، اورگن واقع شده‌است. آکسبو ۶۰۴٫۱۲ متر بالاتر از سطح دریا واقع شده‌است.